# Reiskirchen
Reiskirchen è un comune tedesco di 10 527 abitanti,, situato nel land dell'Assia.
Il territorio comunale comprende le seguenti località:
- Bersrod
- Burkhardsfelden
- Ettingshausen
- Hattenrod
- Lindenstruth
- Reiskirchen
- Saasen
- Winnerod